# Temps de glòria
Temps de glòria (títol original: Glory) és una pel·lícula estatunidenca dirigida per Edward Zwick, estrenada el 1989 que explica la història dels voluntaris del 54 regiment d'infanteria de Massachusetts durant la guerra de Secessió. El 54 regiment d'infanteria de Massachusetts va ser el primer regiment de cap estat del nord compost només de soldats negres (sense comptar els oficials). Ha estat doblada al català.

## Argument
Durant la guerra de Secessió, després de la terrible batalla d'Antietam, al jove coronel nordista Robert Gould Shaw li confien el primer batalló de soldats negres voluntaris després que Lincoln va promulgar la seva emancipació. Després de molts mesos d'espera i de preparació per al combat, Shaw no vol veure el seu regiment sense combatre fent feines senzilles, i el pot fer anar front. Shaw i el 54è regiment d'infanteria de Massachusetts es presenten voluntaris per prendre a l'assalt Fort Wagner (Carolina del Sud), considerat inconquerible. Durant l'assalt una gran part dels homes del regiment moren (incloent-hi el coronel Robert Gould Shaw) però destaquen per la seva valentia.

## Repartiment
- Matthew Broderick: Coronel Robert Gould Shaw
- Denzel Washington: Trip
- Cary Elwes: major Cabot Forbes
- Morgan Freeman: sergent major John Rawlins
- Jihmi Kennedy: Jupiter Sharts
- Andre Braugher: caporal Thomas Searles
- John Finn: sergent major Mulcahy
- Donovan: capità Charles Fessenden Morse
- JD Cullum: Henry Sturgis Russell
- Alan North: governador John Albion Andrew
- Bob Gunton: general Harker
- Cliff De Young: coronel James M. Montgomery
- Christian Baskous: Edward L. Pierce
- Jay O. Sanders: general George Crockett Strong

## Al voltant de la pel·lícula
- A destacar, els cameos de l'actriu Jane Alexander al paper de la mare del coronel Robert Gould Shaw, i del guionista Kevin Jarre com el soldat que crida Feu-los la pell !

## La pel·lícula i els fets històrics
- De fet, el 54è regiment d'infanteria del Massachusetts no va ser l'únic regiment negre, perquè també hi va haver negres al 55è regiment de Massachusetts.
- Entre els personatges principals només el coronel Robert Gould Shaw és real, els altres són ficticis.
- A l'assalt de Fort Wagner, el mar és a l'esquerra dels atacants, però en realitat era a la seva dreta.
- El segon comandant real va ser el tinent-coronel Edwin Hallowell. El personatge del comandant Forbes, interpretat per Cary Elwes, s'hi inspira. Malgrat que estava ferit greument, Hallowell va sobreviure a l'assalt del fort i va seguir sent el comandament del regiment fins al final de la guerra, el 1865.

## Premis i nominacions

### Premis
1990
- Oscar al millor actor secundari per Denzel Washington
- Oscar a la millor fotografia per Freddie Francis
- Oscar al millor so per Donald O. Mitchell, Gregg Rudloff, Elliot Tyson i Russell Williams II
- Globus d'Or al millor actor secundari per Denzel Washington

### Nominacions
- Oscar al millor muntatge
- Oscar a la millor direcció artística per Norman Garwood i Garrett Lewis.
- Globus d'Or a la millor pel·lícula dramàtica
- Globus d'Or al millor director
- Globus d'Or al millor guió
- Globus d'Or a la millor banda sonora original
- Premi Grammy a la millor Banda sonora original el 1991.

## Altres pel·lícules amb un títol similar
- 1933: Glòria d'un dia (Morning Glory) és una pel·lícula estatunidenca dirigida per Lowell Sherman.
- 1952: What Price Glory és una pel·lícula estatunidenca dirigida per John Ford.
- 1956: Glory és una pel·lícula estatunidenca dirigida per David Butler